# Haga, Göteborg

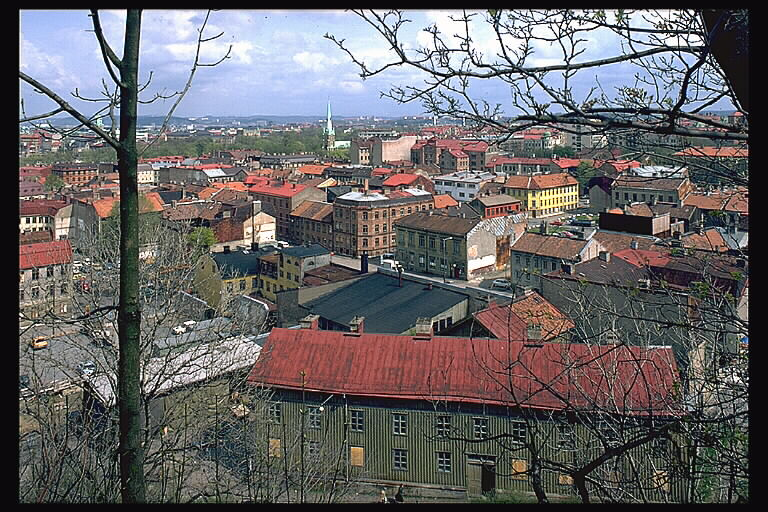
Haga från Skansberget. Hagakyrkans torn syns i bakgrunden. Foto troligen från slutet av 1970-talet.

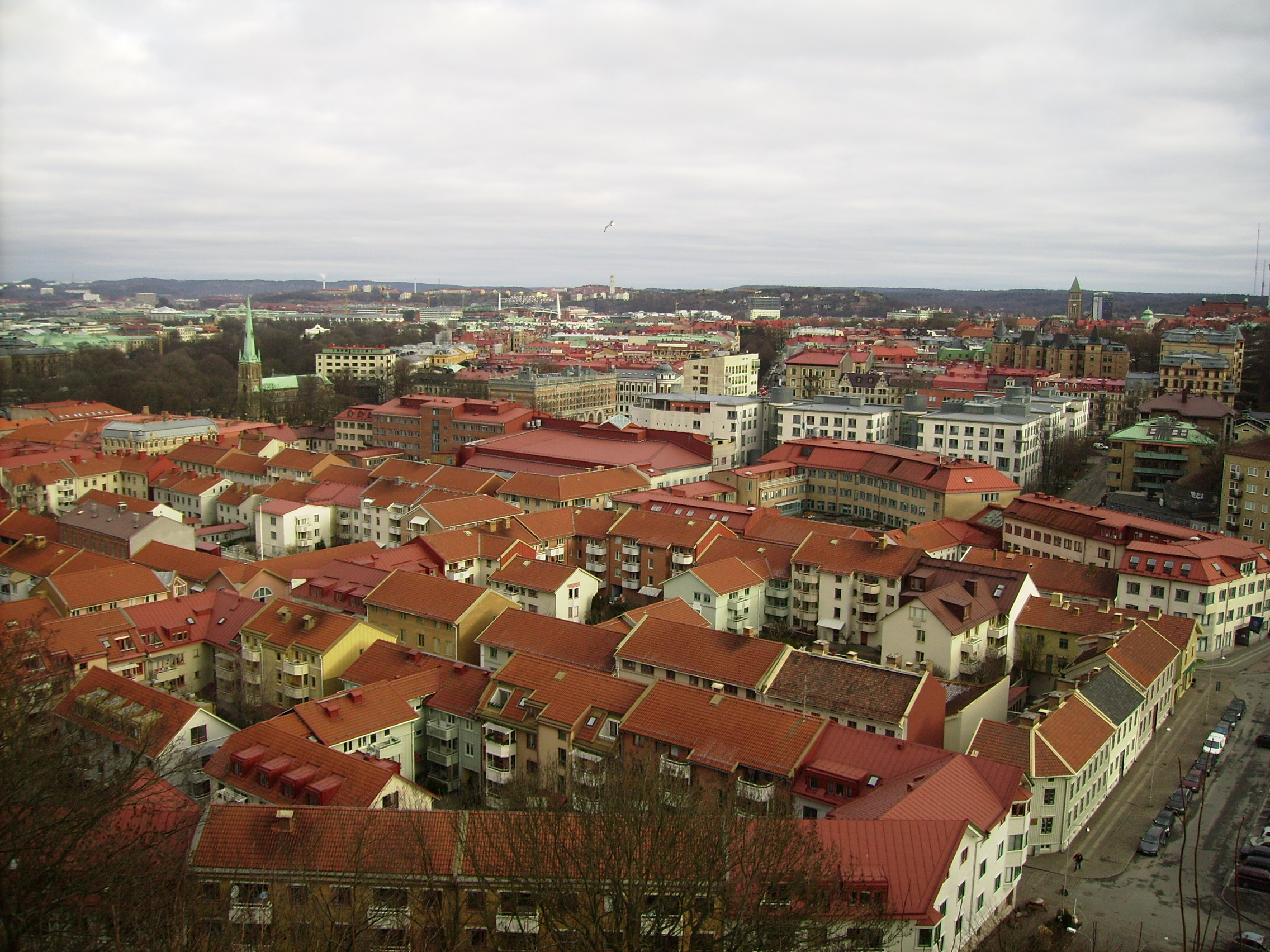
Haga i samma perspektiv som ovan. Foto i mars 2009.

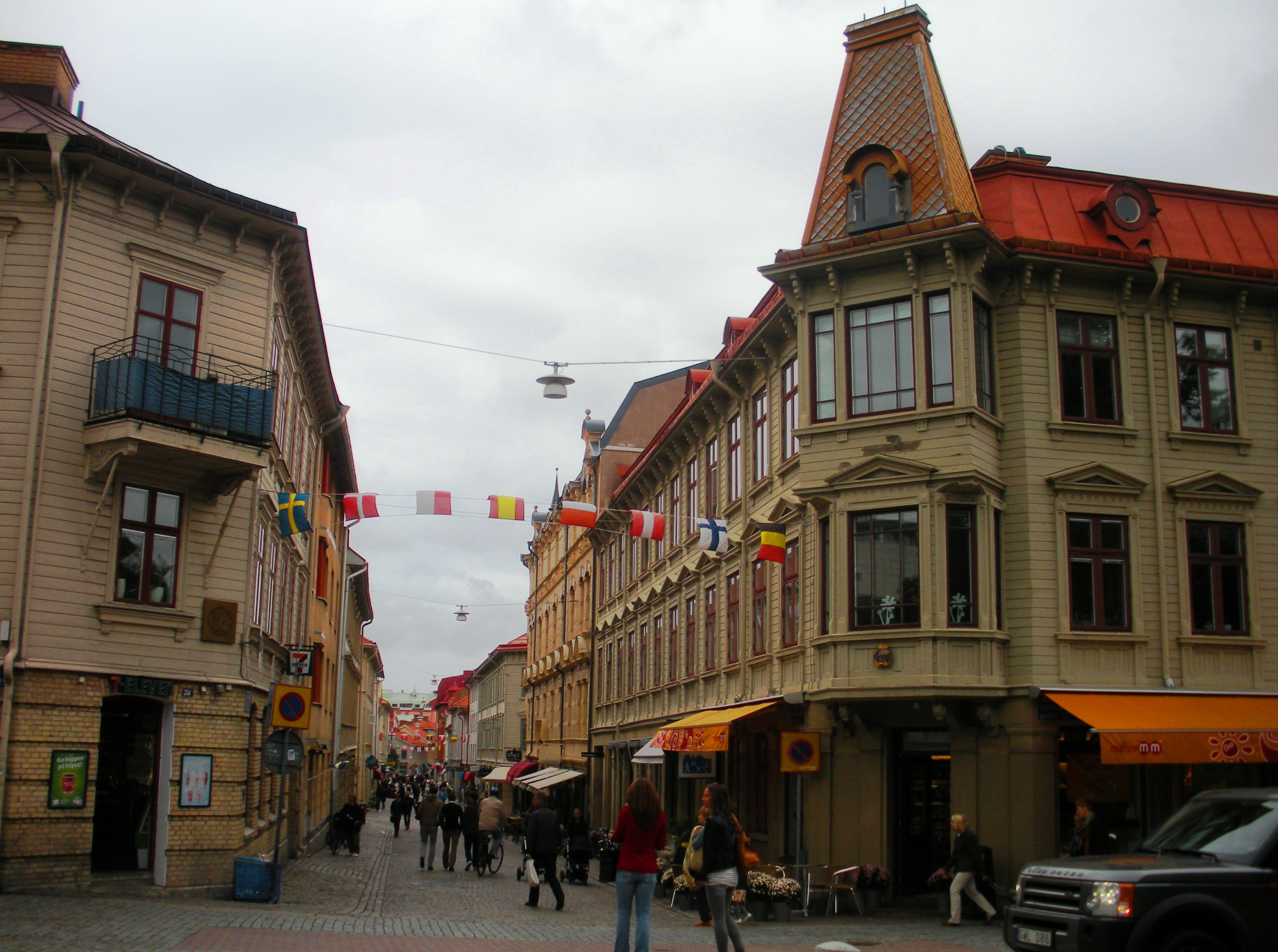
Haga Nygata.

Haga är en stadsdel i centrala Göteborg. Stadsdelen ingår tillsammans med Pustervik i primärområdet Haga, som ingår i stadsområde Centrum i Göteborgs kommun. Stadsdelen har en areal på 31 hektar.
Haga ligger mellan Järntorget i nordväst, Hagakyrkan i nordöst och Skanstorget vid foten av Skansen Kronan i sydost.
Husen i området var så kallade landshövdingehus. Haga var fram till 1970-talet en stadsdel med låg boendestandard, bohemliv, krogar och svartklubbar. Rivningar och renoveringar under 1970- och 1980-talen förändrade bilden. Haga är idag en eftertraktad boendemiljö som betraktas som en sevärdhet i Göteborg och många hagabor har stannat kvar.
Haga Nygata och intilliggande tvärgator är ett välfrekventerat stråk mellan Vasastaden i öster och Linnégatan i väster, med små affärer, kaféer och andra verksamheter. De flesta av husen på Haga Nygata är varsamt renoverade 1800-talshus.
Skrothandlarna i SVT:s "Albert & Herbert" hade sin verksamhet på Skolgatan i Haga. De var dock uppdiktade figurer.

## Historia
Namnet Haga är en dialektal pluralform som syftar på de planteringar och hagar som omgav den tidigaste bebyggelsen. Redan 1637 nämns stadsdelen första gången i skrift, då som "Hagen", och den 25 oktober 1647 undertecknade drottning Kristina en resolution där förstaden Haga blev bestämd, som anläggandet av "...en malm eller förstad". Magistraten i Göteborg begärde att förstaden "...motte blifwa lagd på den sidan om Staden som wetter åth Stigeberget, hwarest fiskiare och båtkarlar sampt andre daglönare kunne bo, de där skole sittia närmast siön, skeppen och hampnen". År 1671 återfinns namnet första gången så som vi använder det idag. Fram till mitten av 1700-talet gick även Masthugget under namnet Haga.
År 1660 fick Haga sin första stadsplan, ritad av generalkvartermästaren Johan Wärnschiöld, denna gällde då endast Västra och Östra Haga. Haga var Göteborgs första planlagda stadsdel utanför stadsmurarna. Hagas befolkning var 200 personer år 1665, enligt en mantalslista uppgjord av stadens handelskollegium.
När Haga började bebyggas fanns ett försvarsverk på Skansberget, eller Ryssåsen som berget då kallades. Detta var föregångaren till Skansen Kronan som stod färdig 1697. De som inte hade fått tomtmark inom stadens murar fick tillstånd att vid Skansbergets fot anlägga en förstad med hus om högst en våning och utan källare.
Stadsdelen växte med åren ner mot vallgraven men inte ända fram då där var en stor fältvall (lågsluttande jordvall framför vallgraven). Vid risk för krig och belägring var det bestämt att stadsdelens hus skulle förstöras för att inte erbjuda fienden skydd och för att öppna skottfältet från stadens befästningar. Detta hände 1676 i samband med Skånska kriget. På 1690-talet byggdes en täckt gång med en vallgrav på varje sida, gången eller kaponjären som den kallades ledde mellan stadens vallgrav och Skansen Kronan. Kaponjären gick rakt genom stadsdelen och många hus fick flyttas för att den skulle få plats, detta delade stadsdelen i två hälfter, Östra och Västra Haga. Resterna av kaponjären lades igen 1868, den gick då där Kaponjärgatan går idag.
Stadsplanen för Nya Haga fastställdes 1811 och började anläggas mellan Östra Skans-, Södra Allé- och Sprängkullsgatorna, med Haga Nygata som sydgräns. I syfte att åtgärda den svåra bostadsbristen uppfördes under perioden 1840–1875 hus särskilt avsedda för arbetare. Först byggdes tio små envåningshus i trä 1849, och senare bland annat Dicksonska stiftelsens gedigna tegelhus. De sista resterna av dessa arbetarhem fanns kvar fram till 1930-talet längs Bergsgatan vid foten av Skansberget.
År 1920, när Haga var fullbyggt, utgjordes 40 % av de 335 byggnaderna av tvåvånings trähus, 35 % av trevånings trähus med en bottenvåning av sten och 25 % av stenhus i 4-5 våningar. Stadsdelen hade cirka 14 000 invånare. Här var tätbebyggt och mycket trångbott. År 1979 fanns 175 hus kvar och invånarantalet var omkring 1500.
Järntorget, jämte Hagatorget den enda platsen i Haga, ordnades först 1867 och uppläts då endast för möbelförsäljning. På 1850-talet kallades platsen Järntorget för Bierhalleplatsen, efter nöjesetablissemanget som låg där.
Under nästa stora byggnadsfas 1875–1910 ersattes mer än hälften av de äldre trähusen av landshövdingehus, och längs Linnégatan och Södra Allégatan uppfördes stenhus. Den enda industrin i Haga var bryggeriet vid Sprängkullsgatan, som startade 1882.
Hjalmar Wallqvist skriver så här om bostadsförhållandena i Haga, 1889; "Mångenstädes är eländet stort och intrycket vemodigt. Dryckenskapen och lasten synas här företrädesvis kräfva sina offer". Som motvikt tillkom vid denna tid bland annat frikyrkor och folkrörelser, Renströmska badinrättningen, Dicksonska folkbiblioteket, Arbetareföreningens hus, flera sjukhus och skolor.
År 1949 bestod Haga av 220 trä- och landshövdingehus samt 82 stenhus.

## Rivningarna och renoveringarna på 1900-talet

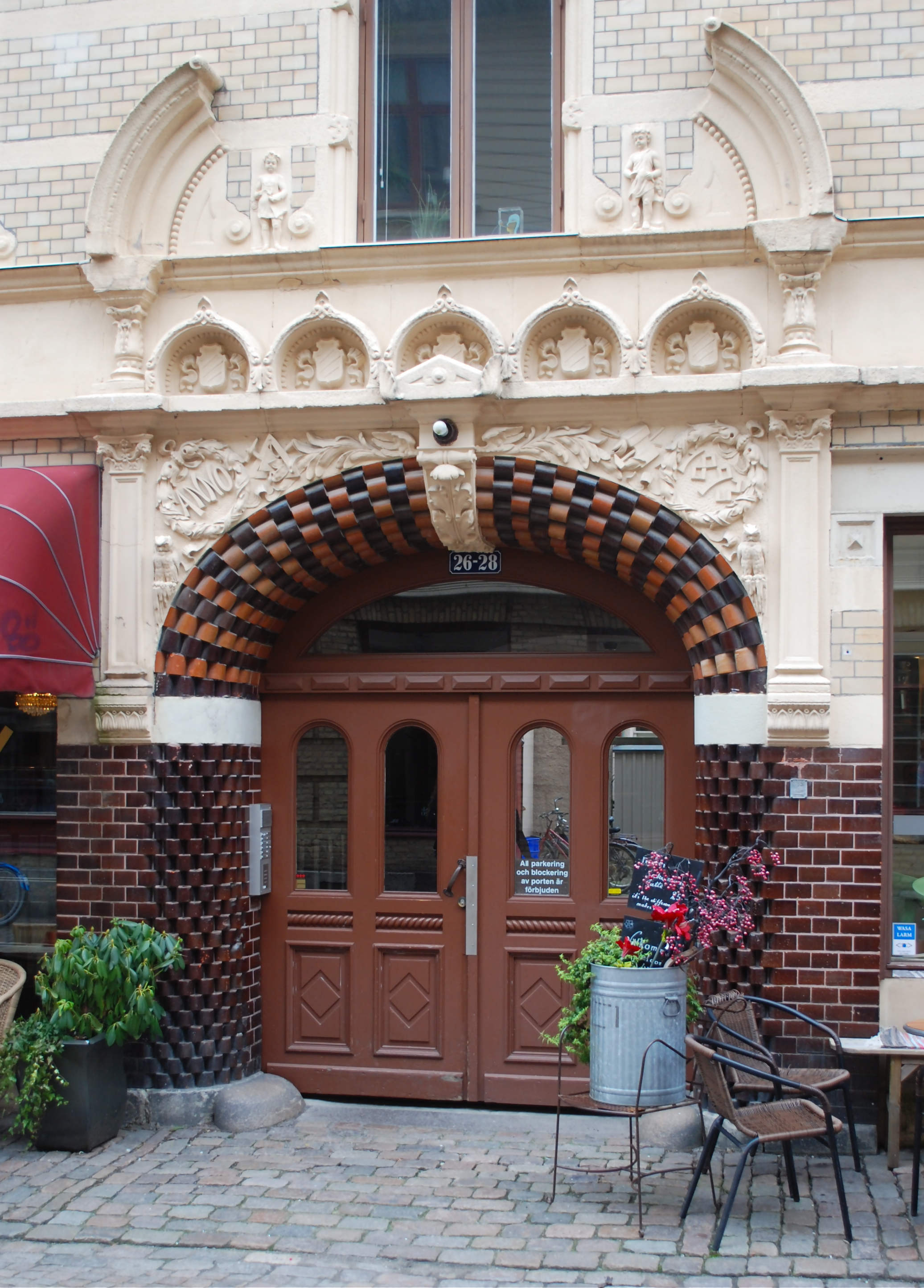
Porten till Haga Nygata 26-28. En av de nu renoverade äldre byggnaderna.

Haga blev den stadsdel där saneringsresonemanget först började, och från 1920-talet tillkom få nya hus och på 1930-talet var det nybyggnadsförbud i avvaktan på utredningar. Stadsdelen förföll nu allt mer och fastighetsbolaget Göta Lejon började köpa upp fastigheter 1961 och snart ägde kommunen 80 procent av husen i Haga. De första rivningarna genomfördes för breddningar av Sprängkullsgatan 1962, då det också upprättades ett tidsenligt saneringsprogram för upprustning av bostadsmiljön i Haga. 
Parallellt med kommunens planer restes krav på en mer långsiktig bevarandeplan, antikvariska institutioner klassade stadsdelen som varande av kulturellt riksintresse. Boende i Haga, föreningar för de boende och andra bevarande-intresserade grupper bildande en uppmärksammad opinion under slutet av 1960-talet och 1970-talet. Ännu vid mitten av 1970-talet återstod 3/4 av den gamla bebyggelsen. I början av 1980-talet kunde ett kompromissförslag tas fram och ombyggnaden av stadsdelen började på allvar. Omkring en femtedel av husen bevarades och resten ersattes med nya hus anpassade efter omgivningen i fråga om fasadmaterial och skala. Protester mot rivningarna var vanliga och husockupationer förekom. Helt nytt för stadsdelen var "stadsdelshuset" i centrum och Göteborgs universitets lokaler vid änden av Vasagatan.
Vid Skansbergets fot ligger kvarteret Korpralen, avgränsat av Haga Nygata, Kaponjärgatan, Bergsgatan och Västra Skansgatan. Det var det första kvarteret där trähus och landshövdingehus blev bevarade, tillsammans med nybyggnation. År 1980 fick arkitektfirman FFNS i uppdrag av AB Göteborgshem att projektera om- och nybyggnad av detta, det första Hagakvarteret för projektet. Målsättningen för ombyggnaden formulerades tillsammans med Göteborgs historiska museum och Göteborgshem. Bland annat beslöts att Haga Nygata även fortsättningsvis skulle vara stadsdelens affärsgata. Cirka 25 kakelugnar bevarades, varav 11 iordninggjordes för eldning. Av kvarterets totalt 33 ombyggda lägenheter, beboddes slutligen 11 av tidigare Hagabor/hyresgäster.

## Byggnadsminnen i stadsdelen

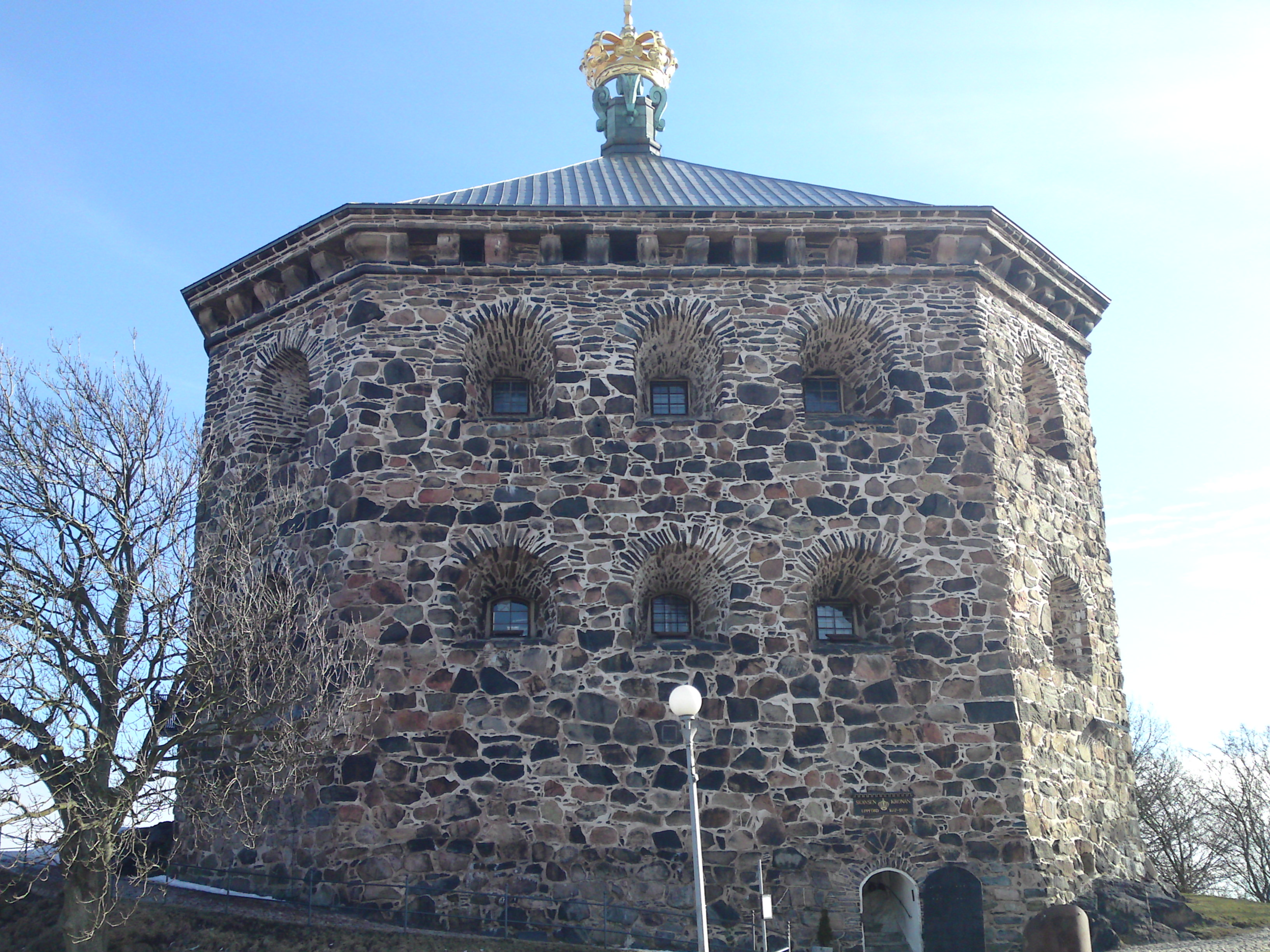
Skansen Kronan sedd norrifrån.

I stadsdelen finns inte mindre än 12 byggnadsminnen varav ett är statligt; Skansen Kronan – som blev byggnadsminne redan den 25 januari 1935.
Skansen Kronan, är en försvarsanläggning  på Risåsberget. Den började byggas omkring 1640. Erik Dahlbergh ritade ett förslag till förbättring och lade själv första stenen till det åttkantiga tornet den 9 juni 1680. Den används numera som festlokal, kafé och för olika publika evenemang. Byggnaden är 33 meter hög och reser sig 87 meter över havet.
Övriga byggnadsminnen är:

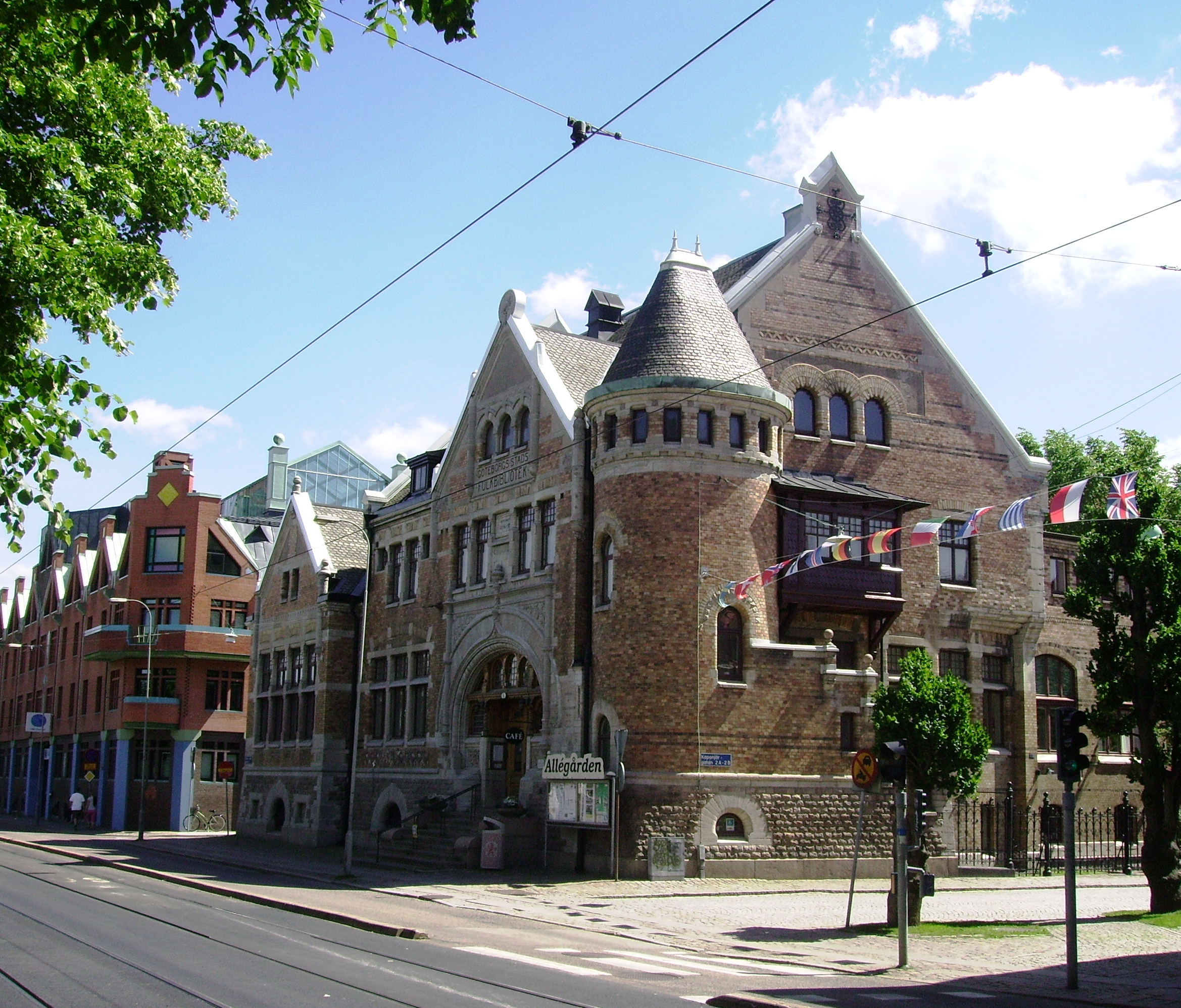
Dicksonska folkbiblioteket.

- Dicksonska folkbiblioteket, stenhus på Södra Allégatan 4 ritat av Hans Hedlund.[11] Från 1902 fram till 1973 var huset känt som Dicksonska folkbiblioteket. Från 1973 är huset numera även känt som Allégården. Det byggnadsminnesförklarades den 21 april 2011.[12]

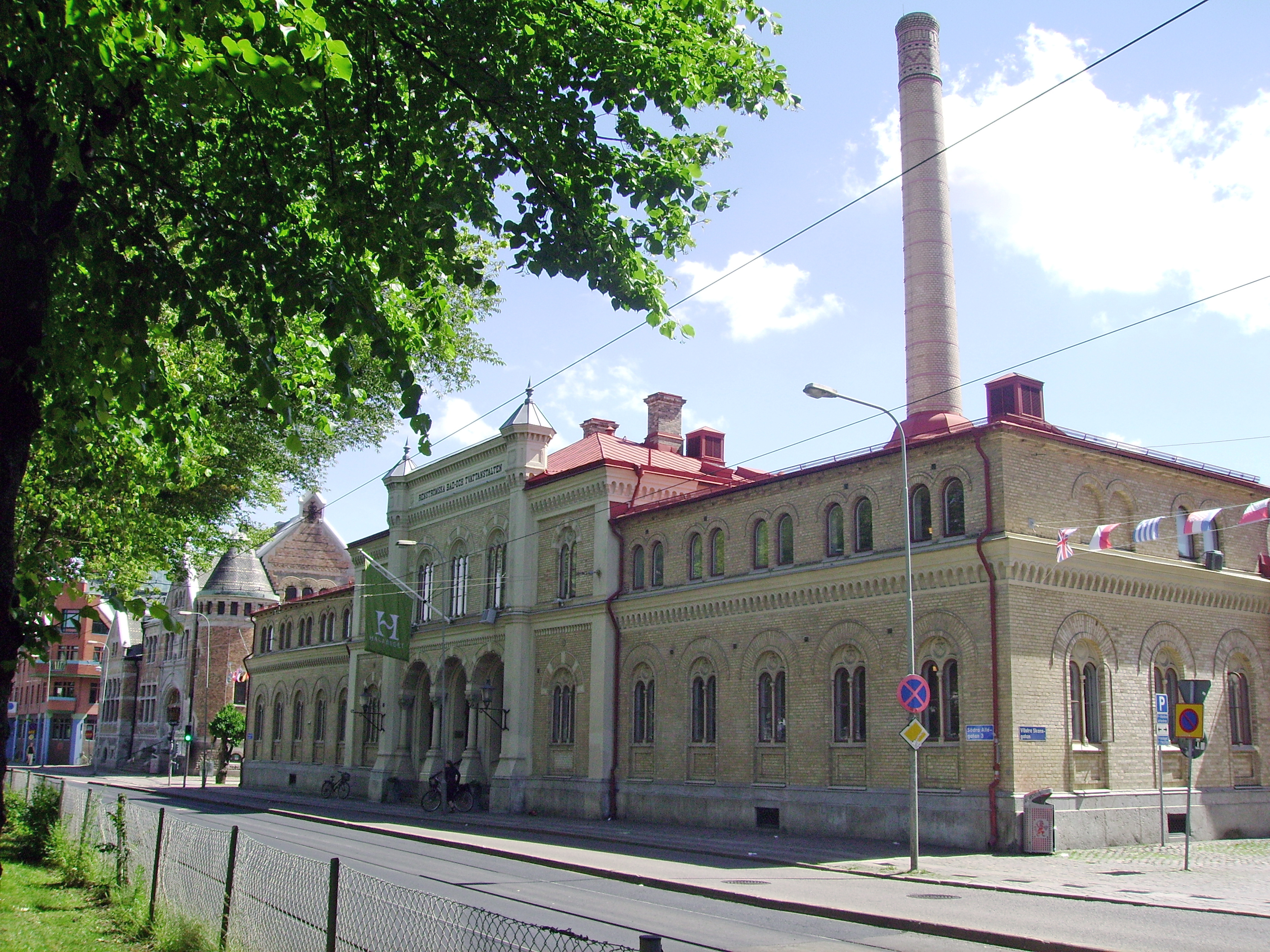
Hagabadet sett från Nya Allén.

- Hagabadet, tidigare Renströmska badet, är ett stenhus med en badanläggning med anor från 1800-talets slut.[13] Badet blev byggnadsminne den 25 augusti 1997.

- Kvarteret Bajonetten, har trähusbebyggelse från 1870–88. Den omfattar några olika typer av landshövdingehus. Trähusen uppfördes 1867 vid Sprängkullsgatan 3 och 1870 på kvarterets innergård. I kvarteret finns två hörnhus av typ landshövdingehus – det ena i nordvästra hörnet (från 1888) och det andra i nordöstra hörnet (byggt 1894). De har båda väl synliga lägen mot Södra Allégatan, Husargatan och Sprängkullsgatan. Kvarteret om- och nybyggdes 1990–91. De fyra aktuella husen är byggnadsminne sedan den 16 februari 2018.[14]

- Kvarteret Fanjunkaren, har trähusbebyggelse från 1800-talet. Kvarteret om- och nybyggdes 1992–93. Det omfattar två äldre bostadshus, ett trähus och ett landshövdingehus. Trähuset uppfördes 1849 och har ett exponerat läge mot Landsvägsgatan. Landshövdingehuset byggdes 1881. Det är byggnadsminne sedan 24 oktober 1995.[15]

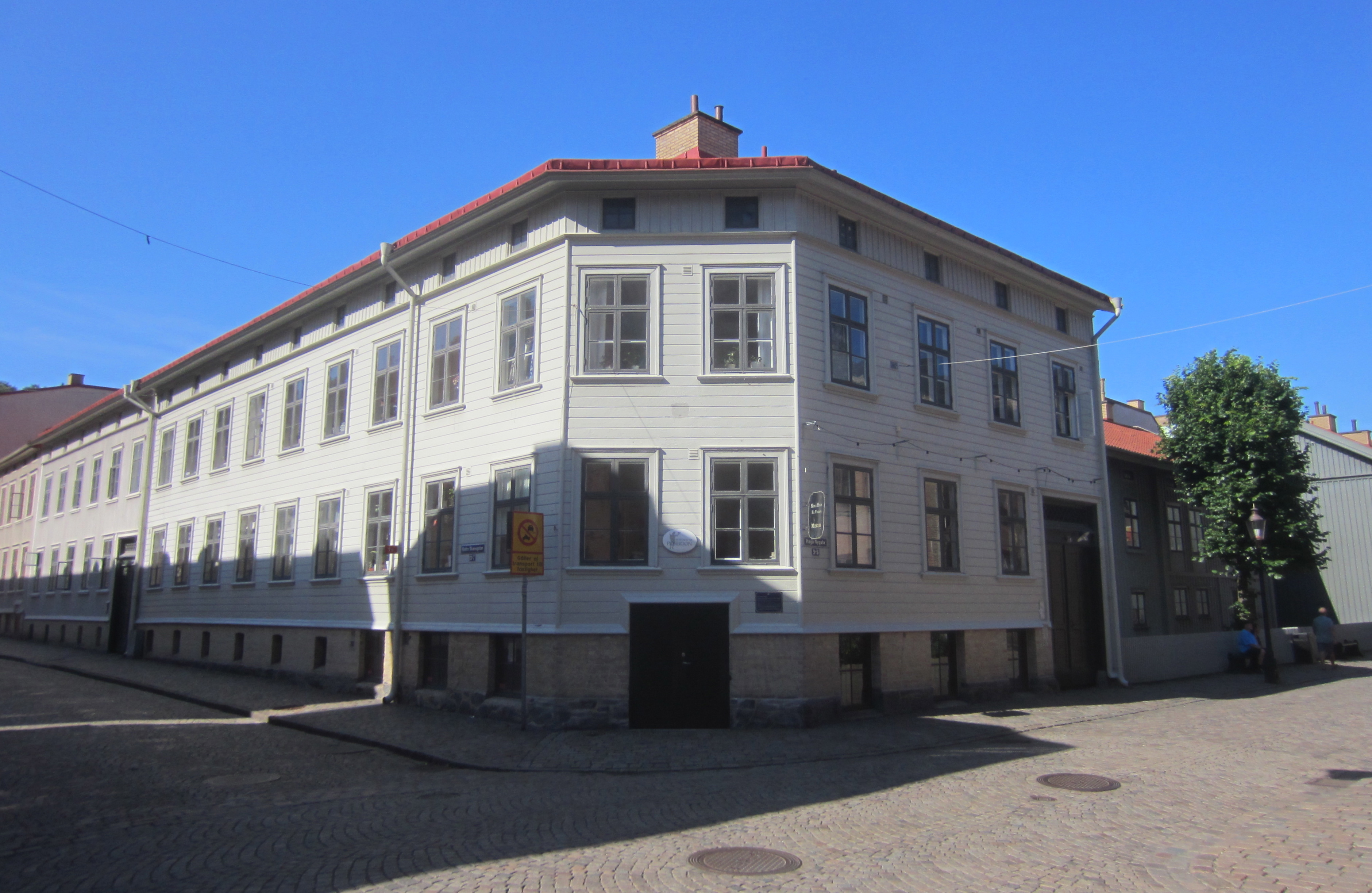
Kvarteret Furiren vid Haga Nygata och Västra Skansgatan i Göteborg.

- Kvarteret Furiren, har trähusbebyggelse med adresserna Haga Nygata 5-9, Mellangatan 8-16  och Västra Skansgatan 5-13.[16] Kvarteret är det enda kvarteret i Haga som i samband med upprustningen och saneringen fick behålla sin kringbyggda gård och blandningen med tvåvånings trähus och landshövdingehus.[17] Kvarteret är byggnadsminne sedan den 30 september 2013.[18]

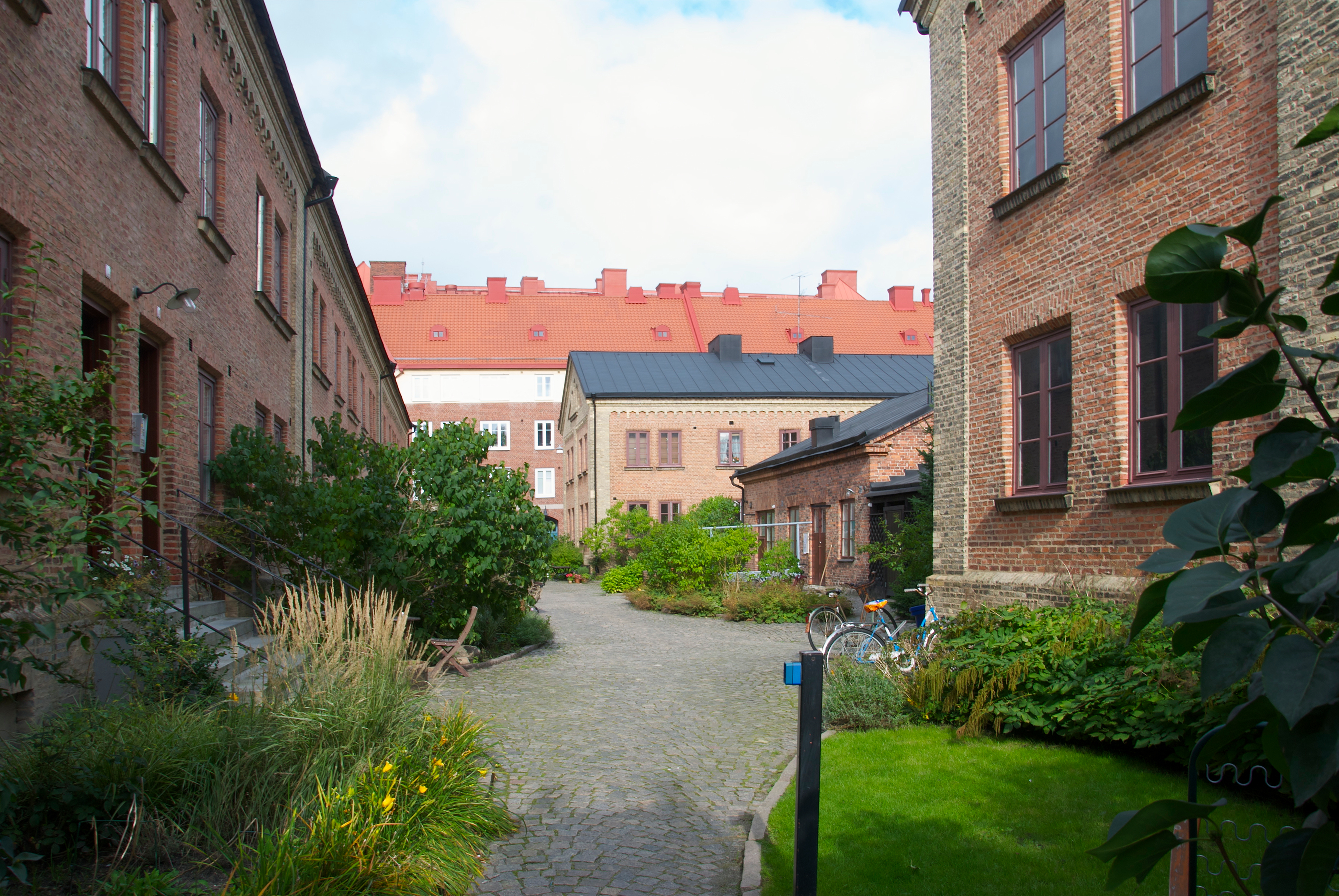
Kvarteret Fänriken, september 2011.

- Kvarteret Fänriken, omfattar fyra friliggande bostadshus kring en gård och ett tidigare brygghus i mitten.[19] Bostadshusen är i två våningar med tegeltäckt sadeltak. Fasaderna är av rött tegel med detaljer i gult tegel. Kvarteret är byggnadsminne sedan den 15 april 2004.[20]

- Kvarteret Grenadieren, ligger vid Husargatan 43-45, Skanstorget 17 A-B och Skolgatan 36-38 A-B.[21] Kvarteret består av flerbostadshus och uthus från 1879.[22] Ett stall byggdes på gården 1869, men det brann ner i juli 2015.[23] Kvarteret Grenadieren är byggnadsminne sedan den 9 december 1986.[24]

- Kvarteret Korpralen, är byggnadsminne sedan 22 april 1985.[25]  Länsstyrelsen antog 1979 ett handlingsprogram för byggnadsminnesärendena i Haga, vilket resulterat i byggnadsminnesförklaring av följande byggnader i  kvarteret Korpralen, vilka representerar flera karakteristiska byggnadstyper för stadsdelen:
- Tullvaktmästare Jonssons hus och gård, Kaponjärgatan 5/Haga Nygatan 15. Tvåvåningshus av locklistpanelat och gulmålat trä med tegeltak, från 1850-talet och med typisk gårdsmiljö.
- Bagare Asklunds hus, Haga Nygata 13. Av samma typ och ålder som föregående; mörkt gulmålat med tegeltak.
- Skräddare Petterssons hus, Haga Nygata 11/Västra Skansgatan 6. Uppfört 1854 av trä i tre våningar, vilket endast var tillåtet en kort tid. Locklistpanelat med profilerade taksparrar och omfattningar; målat i gulbeige och med plåttak.
- Sällskapet Framåts hus, Västra Skansgatan 6. Landshövdingehus från omkring 1880-90 med rusticerad bottenvåning och profilerade fönsteromfattningar; gulvitmålat under plåttak.
- Byggnadsföreningen Verksamhetens hus, Västra Skansgatan 8. Av samma typ och ålder som föregående men med tegeltak; ljust gråmålat, typisk gårdsmiljö.
- Änkan Bloms hus, Hyrverket Sleipner, Västra Skansgatan 10. Tvåvåningshus av locklistpanelat trä målat i mörkt gulbeige och byggt på 1850-talet. Tak av tegel.[26]

- Kvarteret Landsknekten, är byggnadsminne sedan den 9 december 1986.[27] Kvarteret har adresserna Haga Nygata  19, 21, 23, Östra Skansgatan 16 och Skolgatan 13 samt har fastighetsbeteckningen Haga 25:18.[28]

- Kvarteret Löjtnanten, är byggnadsminne sedan den 19 september 2007.[29] Robert Dicksons Stiftelse inledde sin byggnadsverksamhet i Haga med kvarteret Löjtnanten. För utformningen anlitades arkitekt Adolf W. Edelsvärd, som propagerade för ett mer praktiskt byggnadssätt där ekonomi och estetik ingick en sund och prydlig förening. I detta kvarter föreslog han uppförande av stenhus, men av kostnadsskäl valde stiftelsen trähus och 1857–58 uppfördes sex byggnader i två våningar kring en gemensam gård med tvättstuga, avträden och vedbodar. Träbyggnaderna fick 1902 lämna plats för en större kvartersomslutande byggnad i tre våningar med jugendinspirerade fasader.

- Det nya huset ritades av Hans Hedlund, en av Göteborgs mest ansedda arkitekter, och stod klart 1904. Mot gatorna blev fasaderna utförda i rött tegel med mönstermurning och dekorativa inslag av grov spritputs. Kvartershörnen betonades genom tornartade fasaduppbyggnader, varje mittparti genom en portgång och ett gavelmotiv. Från början inreddes huset med 39 lägenheter på 1 rum och kök och 31 lägenheter med två rum och kök fördelade på elva trapphus. Genom igensättning av två portgångar 1928 erhölls ett tillskott av lägenheter.

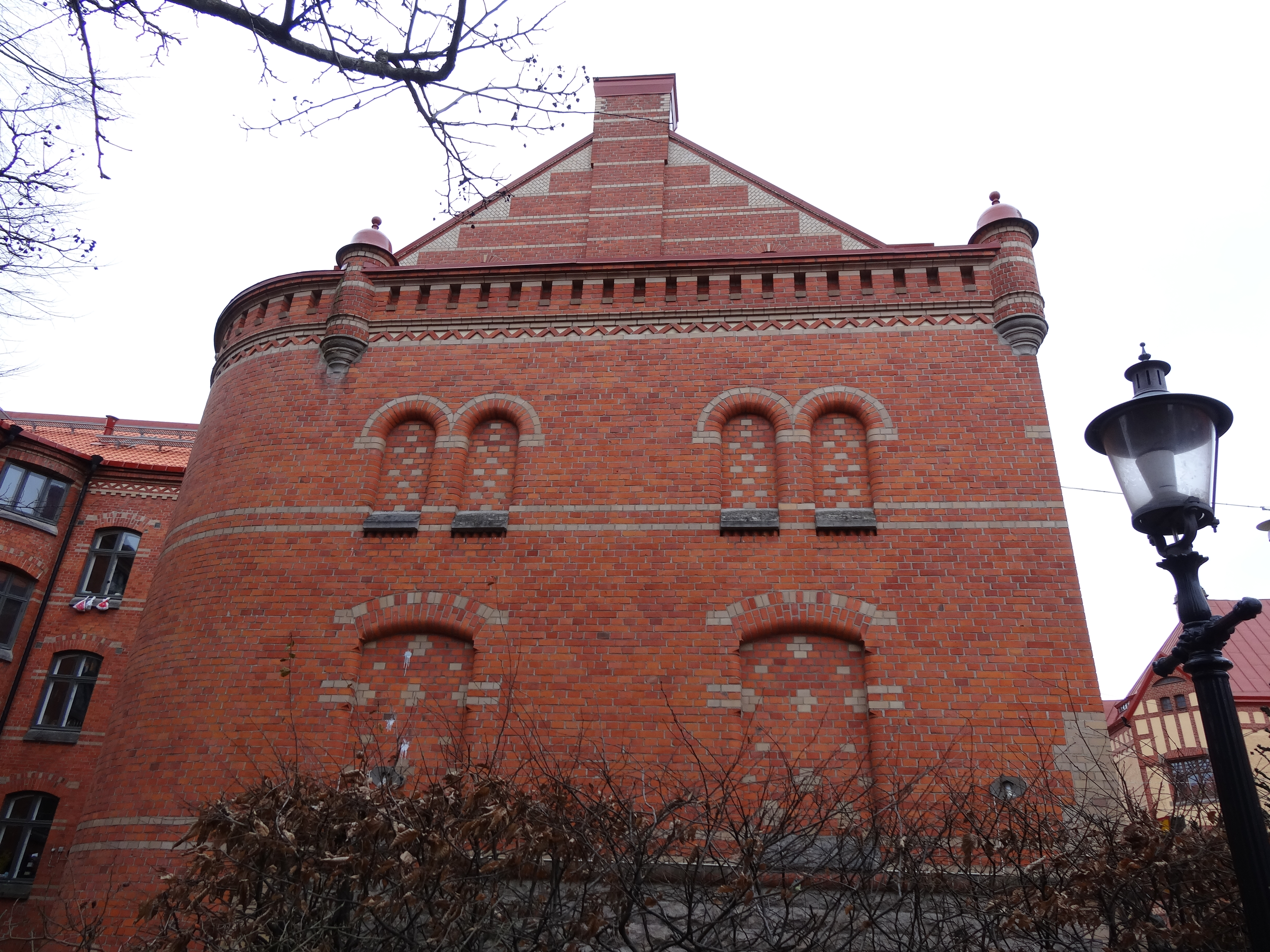
Kvarteret Majoren i Haga.

- Kvarteret Majoren, är beläget mellan Södra Allégatan i norr, Haga Östergata i söder, Kaponjärgatan i väster och Östra Skansgatan i öster på mark som ännu i 1800-talets början upptogs av den så kallade kaponjären.[30] På kaponjärens plats uppförde staden 1849 en grupp enkla arbetarbostäder – nuvarande kvarteren Majoren och Kaptenen. I kvarteret Majoren övertogs dessa 1878 av Robert Dicksons stiftelse. De revs 1895 för att ge plats åt ett folkbibliotek och bostäder i separata byggnader av sten. Dicksonska folkbiblioteket invigdes 1897 och bostadshuset stod klart 1899. Båda husen ritades av Hans Hedlund. Han skapade här ett arkitektoniskt varierat, men väl sammanhållet kvarter, i påkostat utförande med två byggnadskroppar. Dessa delar på ett luftigt gårdsrum, som avgränsas från Kaponjärgatan av ett järnstaket.[31] Kvarteret är byggnadsminne sedan den 19 september 2007.[31][32]

## Gator och torg i och omkring Haga

### Haga Nygata

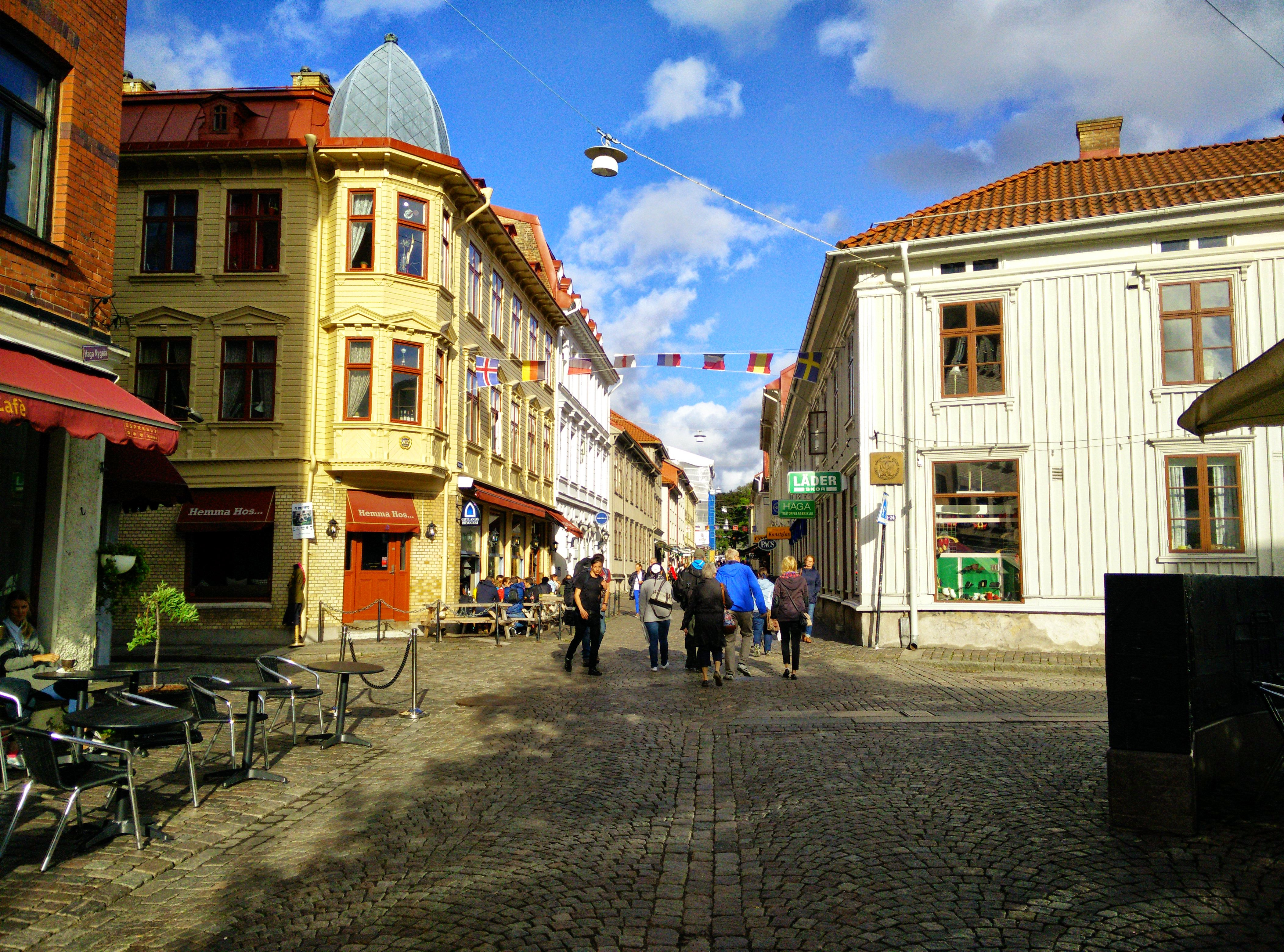
Haga Nygata
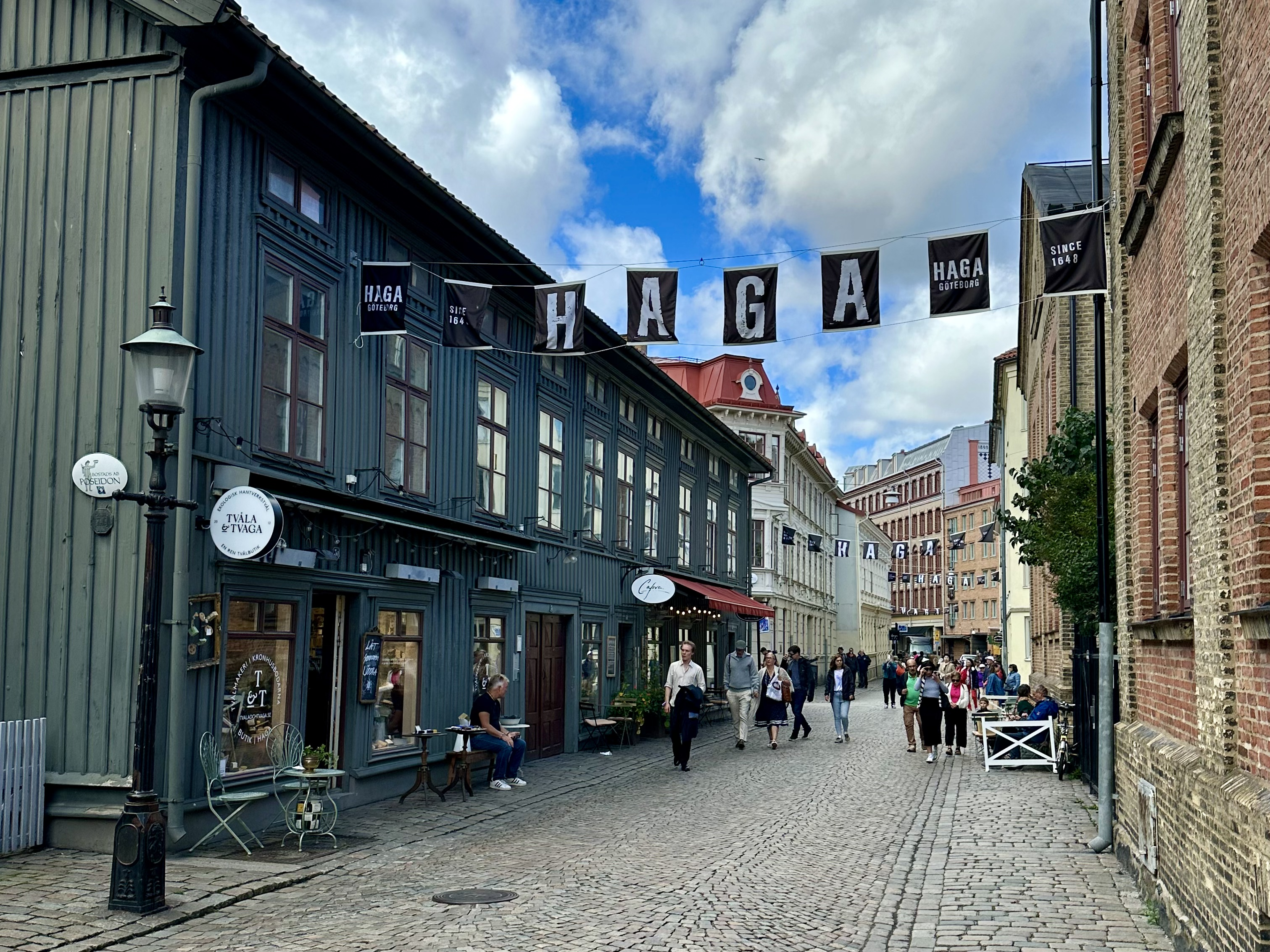
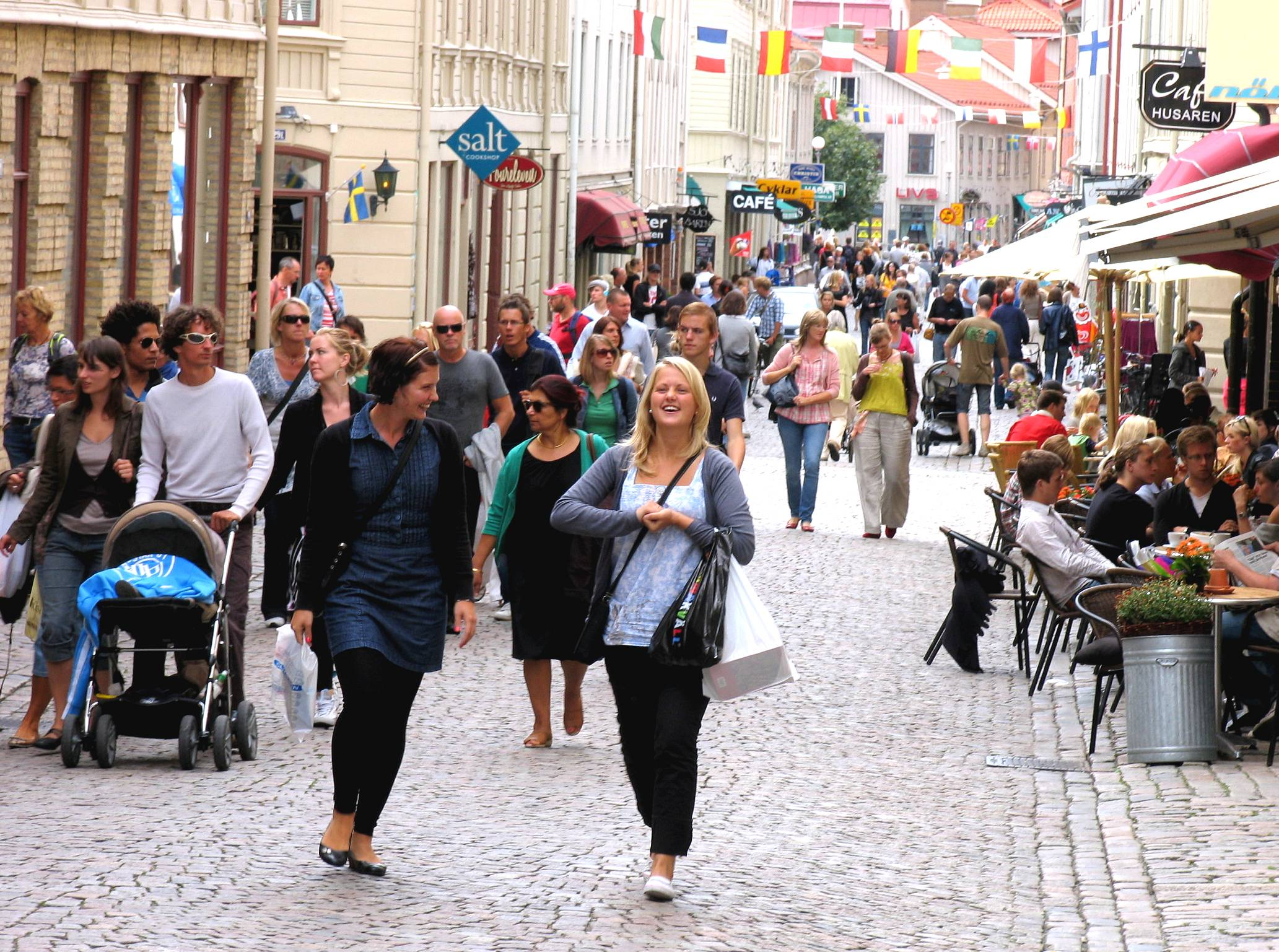
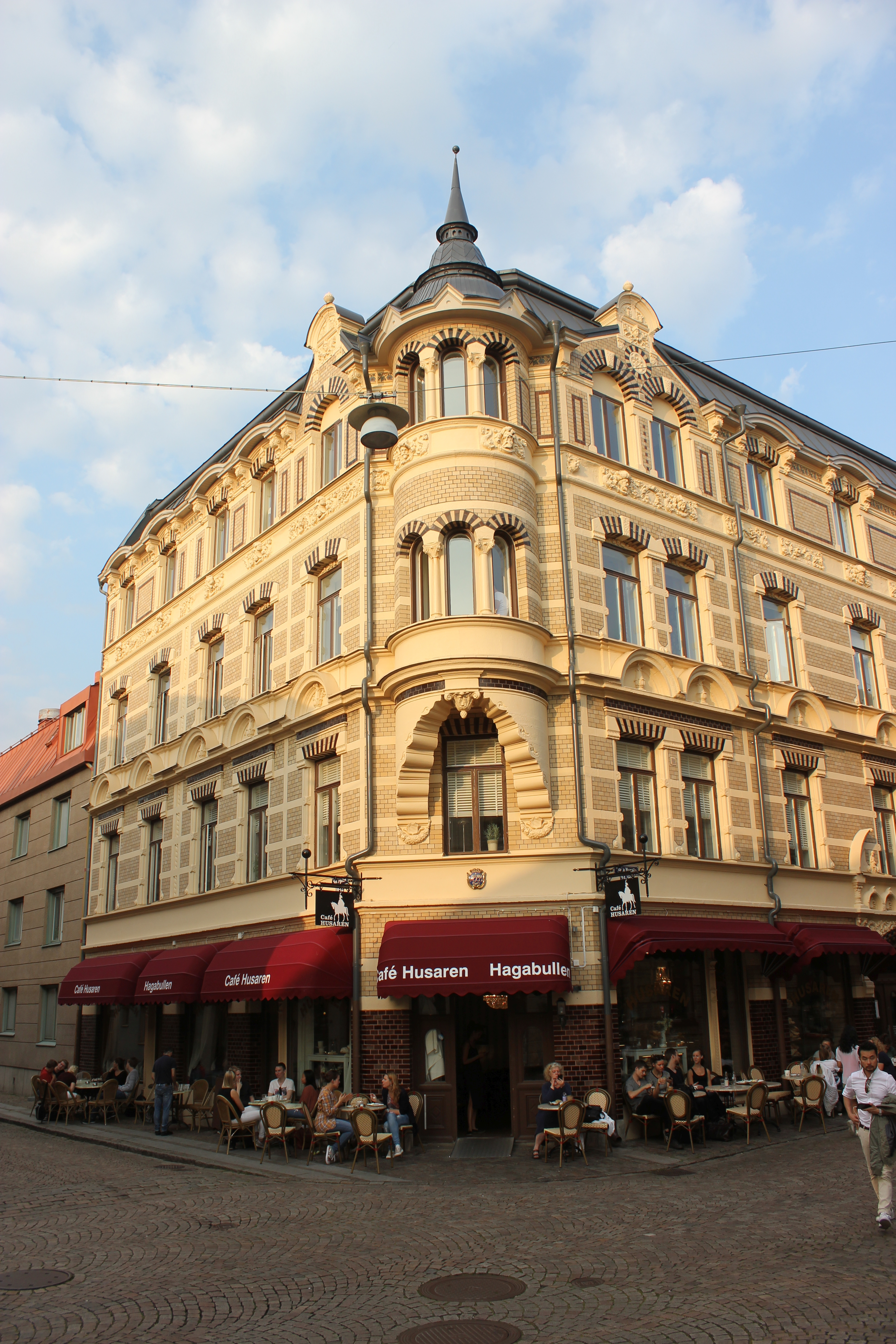

Haga Nygata och intilliggande tvärgator har mycket verksamhetslokaler, främst affärer och kaféer. De flesta av husen på Haga Nygata är renoverade men bevarade i sin 1800-talsstil. 
Längs Hagas västra del går Landsvägsgatan (tidigare Stora Tullgatan, då här fanns en tullhus med fällbom, där man kontrollerade alla transporter söderut från staden) i nord-sydlig riktning som en parallellgata till Linnégatan som utgör Hagas västra gräns fram till korsningen med Prinsgatan.

### Sprängkullsgatan

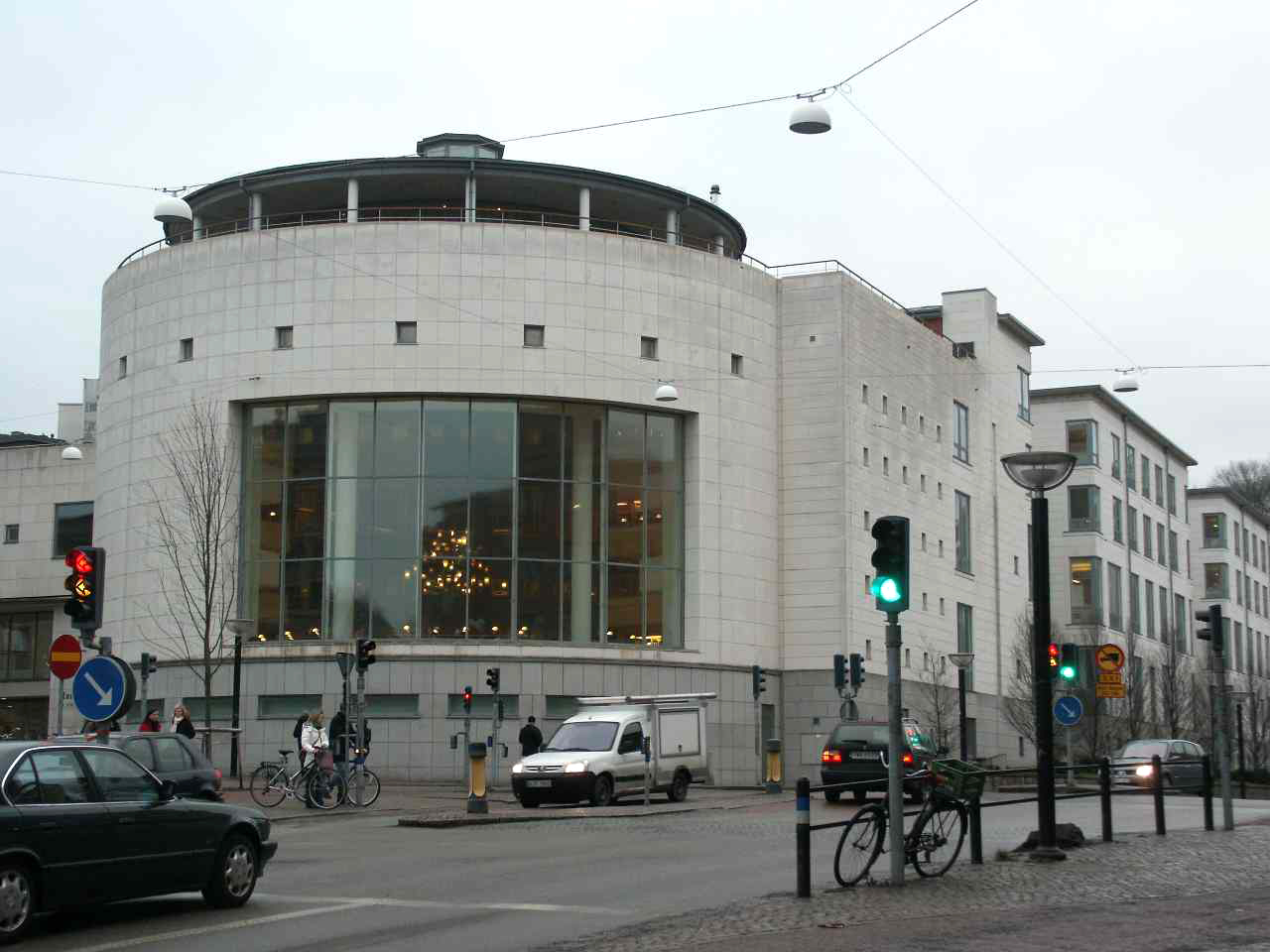
Handelshögskolans bibliotek i stadsdelen Vasastaden, sedd från nordväst. Sprängkullsgatans korsning med Vasagatan i förgrunden.

Hagas östra gräns utgörs av Haga Kyrkogata i nord-sydlig riktning, i linje från Nya Allén till mötet med Västergatan, i höjd med Lilla Bergsgatan. Väster om Haga Kyrkogata ligger Haga kyrkoplan med Hagakyrkan.
Vid korsningen med Vasagatan börjar trafikleden Sprängkullsgatan. Gatan har fått sitt namn av att man på 1800-talet sprängde fram den genom en kulle som stod här. Vid Skanstorget övergår Sprängkullsgatan i stadsdelen Annedal och Övre Husargatan som fortsätter söderut mot Linnéplatsen och Dag Hammarskjöldsleden. Gatan skiljer i sin norra sträckning Hagas täta kvarter från Hagaplans park med Hagakyrkan. Vid korsningen med Vasagatan ligger Handelshögskolan på ena sidan och Göteborgs universitets samhällsvetenskapliga fakultet på andra. 
På den västra sidan av Sprängkullsgatan, ligger Hagas täta kvarter som delvis är bevarade 1800-talshus och delvis 1980-talshus i samma skala. Samhällsvetenskapliga fakulteten utgör ett undantag med en större skala och massivare byggnadsstil. Den östra sidan är öppnare med ett gammalt bibliotek och Handelshögskolans monumentala 1990-talsbyggnad som bebyggelse.

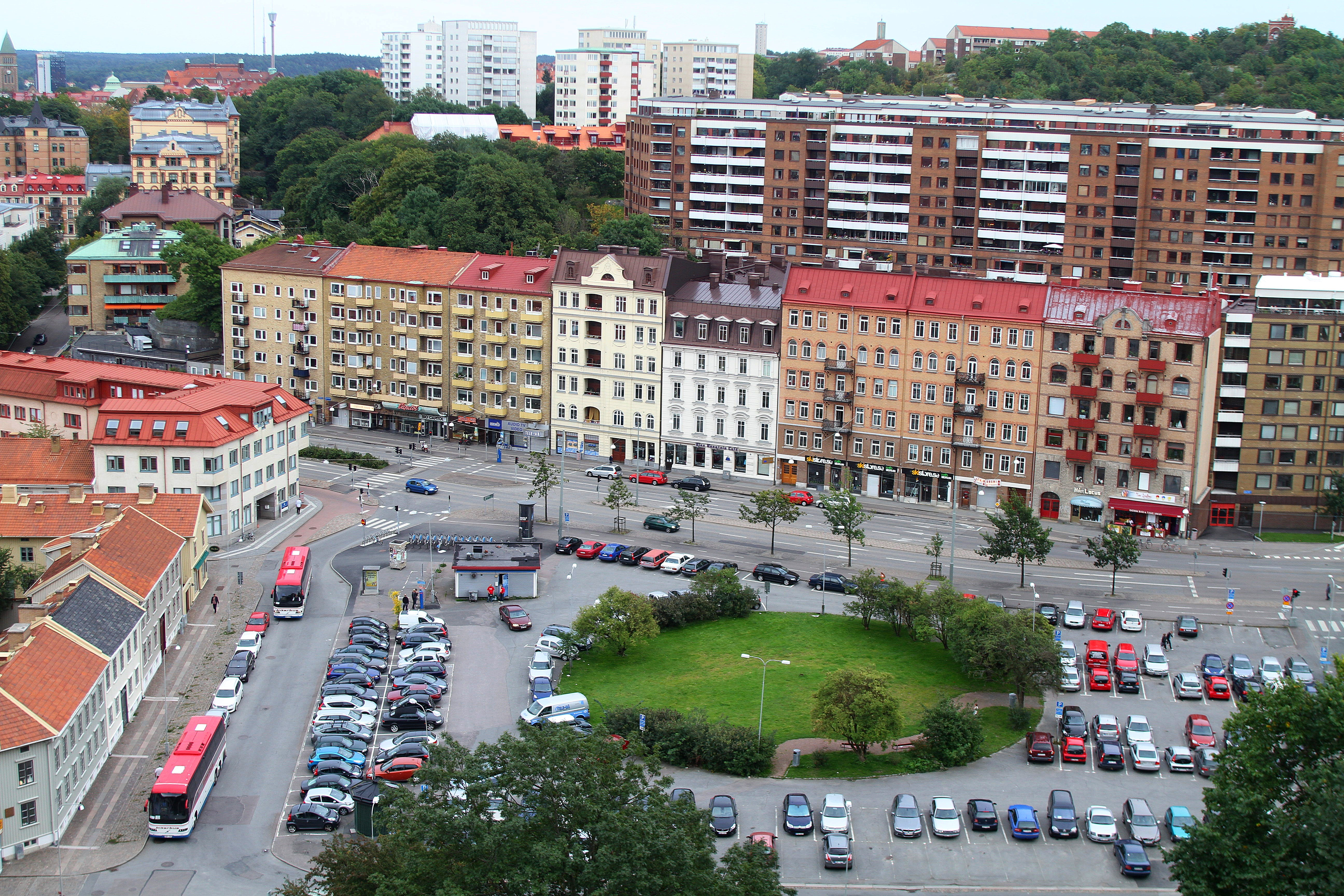
Skanstorget sett från Skansen Kronan.

### Skanstorget
I sydost avslutas Haga med Skanstorget och i söder ligger det brant stupande Skansberget med Skansen Kronan på toppen.

## Byggnadskvarter
Haga omfattar följande byggnadskvarter:

- N:o 1 Amiralen
- N:o 2 Generalen
- N:o 3 Översten
- N:o 4 Majoren
- N:o 5 Kaptenen
- N:o 6 Löjtnanten
- N:o 7 Fänriken
- N:o 8 Fanjunkaren
- N:o 9 Styckjunkaren.[36]
- N:o 10 Sergeanten
- N:o 11 Kadetten
- N:o 12 Furiren
- N:o 13 Korpralen
- N:o 14 Soldaten
- N:o 15 Matrosen
- N:o 16 Fanbäraren
- N:o 17 Hornblåsaren
- N:o 18 Trumslagaren
- N:o l9 Artilleristen
- N:o 20 Grenadieren
- N:o 21 Sappören
- N:o 22 Husaren
- N:o 23 Dragonen
- N:o 24 Infanteristen
- N:o 25 Landsknekten
- N:o 26 Kanonen
- N:o 27 Geväret
- N:o 28 Sabeln
- N:o 29 Bajonetten
- N:o 30 Laddstaken
- N:o 31 Kruthornet
- N:o 32 Hagakyrkan.

## Gator, torg, platser, trappor med mera. Helt eller delvis i Haga
1. Bergsgatan
2. Brogatan
3. Bulteklubbsgatan
4. Frigångsgatan
5. Haga Kyrkogata
6. Haga Kyrkoplan
7. Haga Nygata
8. Haga Östergata
9. Husargatan
10. Järntorget
11. Järntorgsgatan
12. Kaponjärgatan
13. Karl XII:s Stig
14. Landsvägsgatan
15. Leijonsparres Väg
16. Lilla Bergsgatan
17. Lilla Pusterviksgatan
18. Lilla Risåsgatan
19. Linnégatan
20. Mellangatan
21. Norra Allégatan
22. Nya Allén
23. Pehr Eriksons Plats
24. Pilgatan
25. Pusterviksbron
26. Pusterviksgatan
27. Pusterviksplatsen
28. Skansparken
29. Skanstorget
30. Skolgatan
31. Sprängkullsgatan
32. Södra Allégatan
33. Andra Långgatan
34. Tredje Långgatan
35. Vasagatan
36. Västra Skansgatan
37. Östra Skansgatan

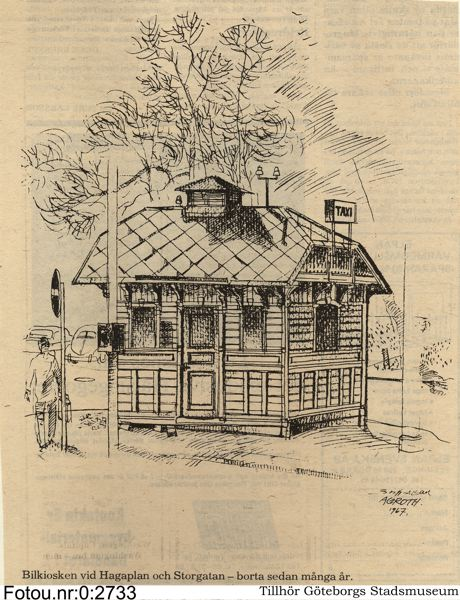
Taxistation vid Haga Kyrkoplan 1967. Denna värmestuga var troligen den sista i sitt slag. Ett dussin stugor donerades av
Beatrice Dickson under åren 1884–88. Bildsamlingen vid Göteborgs stadsmuseum.

År 1855 bestod "Westra, Nya och Östra Haga" av 14 gator: Landsvägsgatan, Bergsgatan, Mellangatan, Westra Skansgatan, Frigångsgatan, Caponuiergatan, Östra Skansgatan, Nygatan, Skolgatan, Husargatan, Pihlgatan, Östergatan, Sprängkullsgatan och Aléegatan.

## Övrigt
- Flygarns Haga, har inget med flygning att göra utan var en benämning på och kring platsen för nuvarande Vasaplatsen, ungefärligen begränsat av nuvarande Storgatan, Götabergsgatan, en linje parallell med Vasagatan och belägen halvvägs mot Engelbrektsgatan samt Karl Gustavsgatan.[40] Namnet kom av en polis, A F Flygare.[41]
- Bryggeriet Björkens vattenfabrik AB låg på Pilgatan 5 i Haga, var ägt av AB Pripp & Lyckholm och började tillverka Coca-Cola den 12 april 1953. Fabriken var en av sex stycken i Sverige som licenstillverkade drycken. Försäljningsstart i Göteborg var den 22 juni 1953.[42]
- Sophantering. Den 7 oktober 1985 var den första etappen klar av Hagas sopterminal i ett bergrum under Skansberget. Genom underjordiska rör sögs soporna från nedkasten till terminalen 3-4 gånger per dag. I terminalen pressades soporna samman och lagrades i en sluten container. Soporna för hela området hämtades någon gång per vecka. Anläggningen ägdes och förvaltades av en samfällighet, där AB Göteborgshem och HSB Göteborg var huvudintressenter. De först anslutna kvarteren var: Sergeanten, Korpralen och Dalins Äng.[43]

## Händelser i Haga - en kronologi
- 1639 Rysås Skans byggdes på Skansberget.[44]
- 1648 började Göteborgs första förstad att byggas.[44]
- 1687 ersattes Rysås Skans med ett större försvarsverk, Skansen Kronan.[44]
- 1802 flyttade stadens järnvåg vid nuvarande Järntorgets norra sida.[44]
- 1806 beslutades att Kaponjären ska rivas.[44]
- 1812 började nordöstra delen, Nya Haga, att bebyggas.[44]
- 1817 Willinska fattigfriskolan lät bygga ett annex, som idag kallas Hagaskolan vid Skolgatan.[44]
- 1827 uppfördes kasern och stall för ”husarerna” som skulle övervaka ordningen i förstaden.[44]
- 1850 började några av Göteborgs första stora industrier att etableras. Många inflyttade arbetare bosatte sig i Haga och här växte antalet invånare från 3 000 till 10 000 under cirka 30 år.[44]
- 1857, en omfattande brand drabbade Östra Haga då 19 hus brann ner och 340 personer blev hemlösa. Allmänheten samlade in 7 000 riksdaler till de drabbade.[45]
- 1859 uppfördes Hagakyrkan.[44]
- 1876 öppnades Renströmska Bad- och Tvättanstalten, senare namnändrat till Hagabadet.
- 1962 upprättades ett saneringsprogram.[44]
- 1965 påbörjades evakuering och rivning av husen.[44]
- 1984 antogs slutligen ett program vilket innebar att cirka 60 hus skulle bevaras som byggnadsminnen.[44]

## Nyckeltal

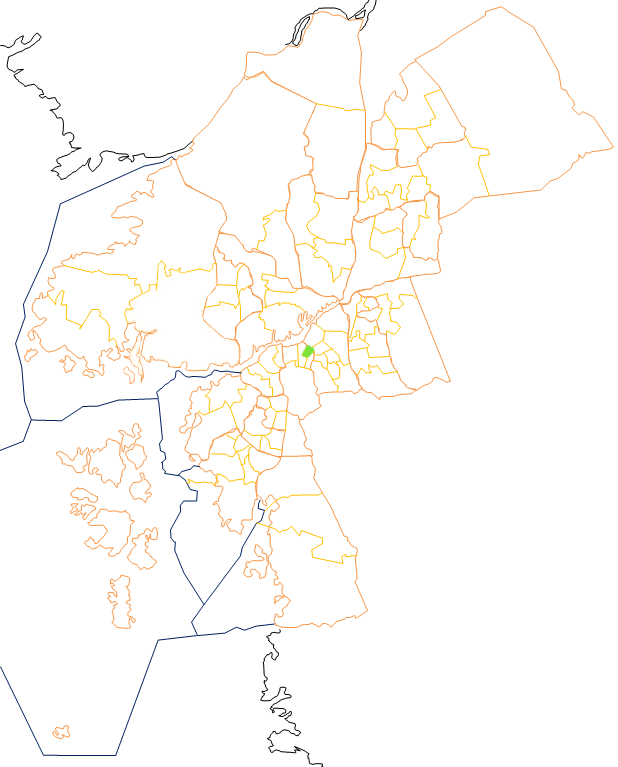
Haga

Nyckeltalen redovisar statistik som beskriver Göteborg och dess 96 delområden, primärområden, per den 31 december och kan användas för att jämföra de olika områdena. Nedan redovisas uppgifter för primärområdet och jämförelse görs mot uppgifterna för hela kommunen.
|                                                           | Haga       | Hela Göteborg |
| --------------------------------------------------------- | ---------- | ------------- |
| Folkmängd                                                 | 3 871      | 587 549       |
| Befolkningsförändring 2020–2021                           | -54        | +4 493        |
| Andel födda i utlandet                                    | 18,3 %     | 28,3 %        |
| Andel utrikes födda eller med två utrikes födda föräldrar | 24,2 %     | 38,1 %        |
| Medelinkomst                                              | 358 600 kr | 332 400 kr    |
| Arbetslöshet                                              | 5,0 %      | 6,6 %         |
| Antal ersatta dagar från F-kassan per person (16-64 år)   | 28,1       | 19,5          |
| Andel med eftergymnasial utbildning (minst 3 år)          | 44,0 %     | 37,9 %        |
| Andel bostäder byggda 1981–1990                           | 57,2 %     |               |
| Andel bostäder i allmännyttan                             | 83,1 %     | 25,9 %        |
| Antal färdigställda bostäder 2021                         | 0          |               |
| Andel bostäder i småhus                                   | 0,3 %      | 18,3 %        |

## Stadsområdes- och stadsdelsnämndstillhörighet
Primärområdet tillhörde fram till årsskiftet 2020/2021 stadsdelsnämndsområdet Majorna-Linné och ingår sedan den 1 januari 2021 i stadsområde Centrum.

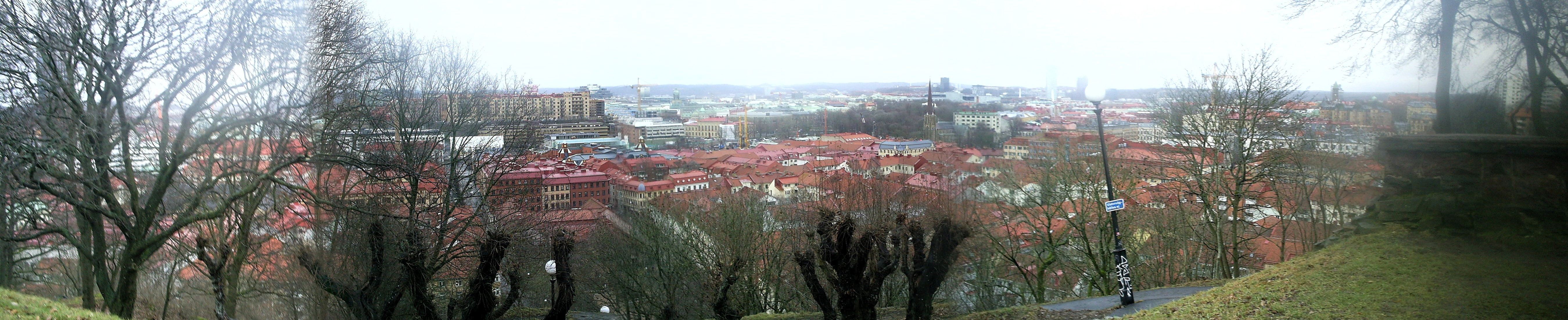
Haga i vy från Skansberget.